# صحراء ألفورد

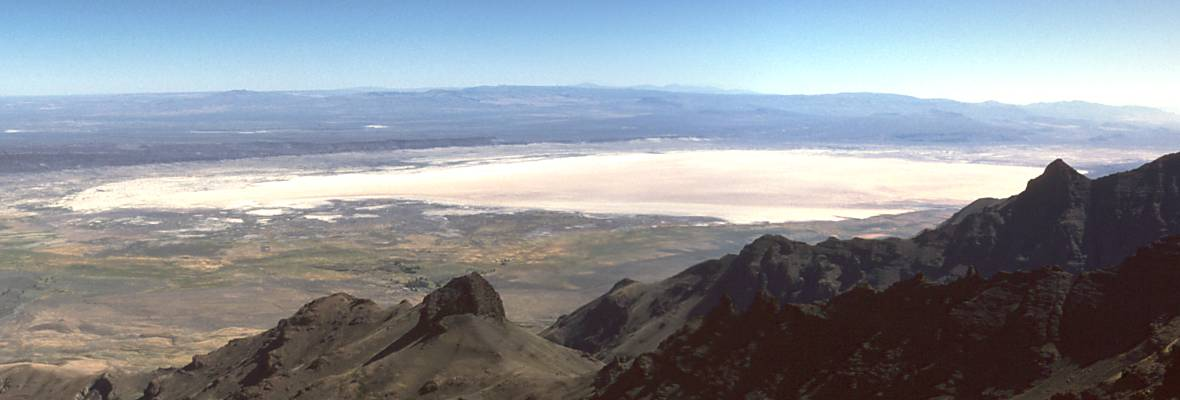
منظر لصحراء ألفورد من جبل ستين

صحراء ألفورد (بالإنجليزية:The Alvord Desert ) هي صحراء تقع في مقاطعة هارني جنوب شرق الولايات المتحدة الأمريكية , في ولاية أوريغون غربي البلاد، ومن الجنوب الشرقي تقريبا من جبل ستين، تبلغ معدل الأمطار السنوية في الصحراء 180 ملم سنويا، هناك سلسلتين جبليتين تفصل الصحراء عن المحيط الهادئ وساحل المحيط وهي: جبال كاسكاد وجبال ستين، تبلغ ارتفاع الصحراء حوالي 4000 قدم (1200 م).
سميت الصحراءباسم صحراء الفورد نسبة للجنرال بنجامين الفورد، الذي شغل منصب قائد قسم الجيش الأمريكي من ولاية أوريغون خلال الحرب الأهلية الأمريكية , خلال موسم الجفاف تستخدم الصحراء لهبوط الطائرات الصغيرة .
‌

## معرض صور

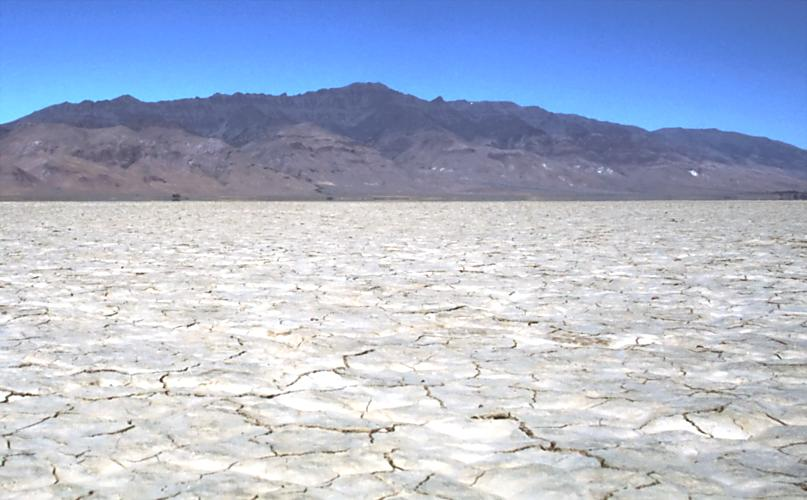
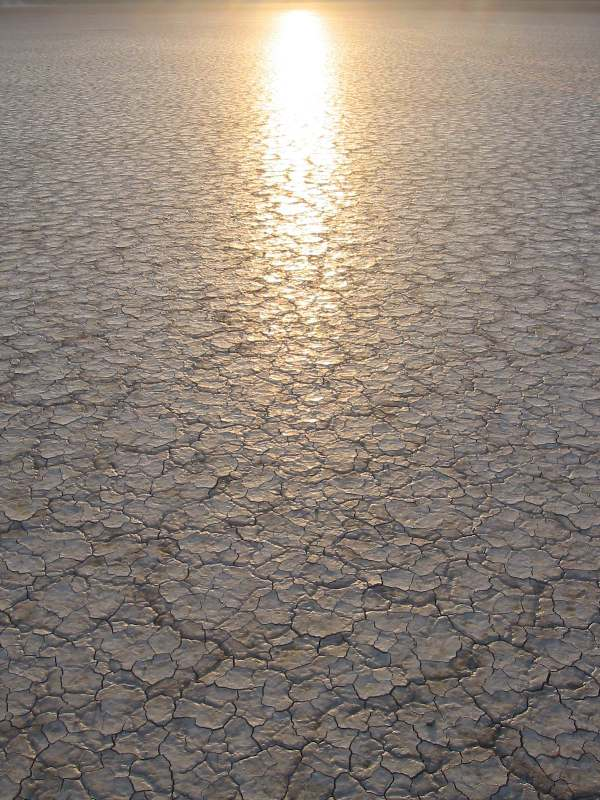
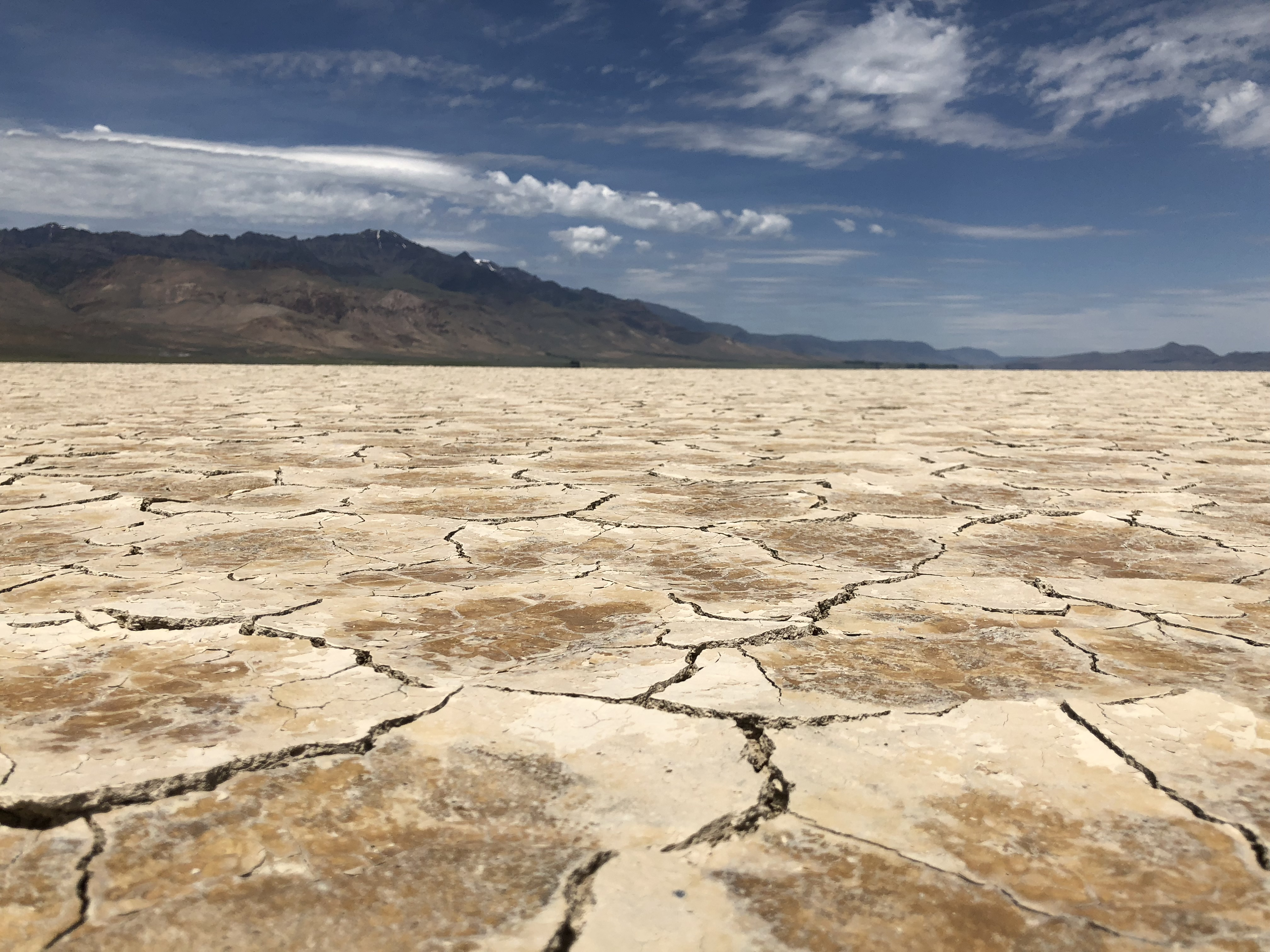